# Oliverio Girondo
Oliverio Girondo (Buenos Aires, 17 d'agost de 1891 - Buenos Aires, 24 de gener de 1967) fou un escriptor argentí, conegut fonamentalment per l'obra poètica.
Va ser fill d'una família acomodada econòmicament, d'origen basc, per la qual cosa va poder viatjar amb regularitat a Europa durant els estudis obligatoris i universitaris. A Madrid, per exemple, va contactar amb Gómez de la Serna, que el va introduir a la tertúlia de Pombo. Va aprofitar els viatges, també, per treballar de corresponsal d'algunes publicacions, com ara les revistes porteñas Plus Ultra o Caras y Caretas.
En tornar a l'Argentina, funda el periòdic Martín Fierro en 1924. Aquesta publicació es dissol el 1927 per desavinences entre els redactors que volen donar suport a la segona presidència d'Hipólito Yrigoyen i els que volen la total independència política.
Es casa amb l'escriptora Norah Lange el 1943.